# Jorge Poza
Jorge Alberto Poza Pérez (Tulancingo, 26 de junho de 1977) é um ator mexicano de cinema e televisão.

## Biografia
Jorge nasceu em Tulancingo, mas cresceu em Texcoco, no Estado do México e é irmão do apresentador Javier Poza.
Ele iniciou sua carreira como ator, ainda garoto atuando do filme "Bandidos" de 1990, nesse mesmo ano atuou na telenovela infantil El abuelo y yo, ao lado do atores protagonistas Gael García Bernal, e Ludwika Paleta.
Após de 11 anos fora do meio televisivo, Jorge retorna em 2001 onde participa da telenovela Atrévete a olvidarme, também nesse mesmo ano recibe uma proposta da produtora Carla Estrada para realizar o papel sendo o personagem 'Héctor' na telenovela El Manantial, que foi protagonizada por Adela Noriega e Mauricio Islas sendo um grande sucesso no México e internacional.
Em 2002, outro grande produtor Pedro Damián o convida para interpretar um professor chamado 'Francisco Romero' na telenovela juvenil Clase 406.
Em 2003 participa na telenovela Velo de novia, interpretando dois irmão gêmeos 'Rafael e Ernesto', o primeiro, malvado e dominante, o outro tímido e de bom coração. Ainda naquele mesmo ano atuou sem roupa na obra de teatro "Postdata, tu gato ha muerto" com o ator Otto Sirgo.
Entre os anos de 2006-2007 Jorge foi apresentador do programa matutino de grande sucesso chamado "Hoy" a lado de Andrea Legarreta, Vielka Valenzuela e Leticia Calderón.
En 2008 ele atuou na telenovela Alma de hierro, interpretando Sebastián, um jovem cego. Por sua atuação nesta telenovela ele obteve o prêmio "TVyNovelas" como melhor ator coadjuvante de 2009.

## Vida Pessoal
Jorge se casou em 1997 com a também atriz Mayrín Villanueva‎ desde, com a qual trabalhou na telenovela Preciosa de 1998. O casal tem dois filhos, Romina e Sebastián, nascidos em 2000 e 2003
Eles se divorciaram no ano de 2008, aconteceram rumores na imprensa mexicana de que Mayrín traiu Jorge com outro ator Eduardo Santamarina, ambos negaram o fato, e antes mesmo do divórcio Mayrín assumiu o relacionamento com Eduardo vindo a se casar com ele pouco tempo depois com quem já teve outra filha chamada Julia.

## Trajetória

### Televisão
- El precio de amarte (2024) ... Iván Franco
- Gloria Trevi: Ellas soy yo (2023) ... César Santiago Jiménez
- Oscuro deseo (2020-2022) ... Leonardo Solares
- Ringo (2019) ... Diego Jáuregui Torres
- El vuelo de la Victoria (2017) ... Julio Montaño
- El hotel de los secretos (2016) ... Diego Montejo
- La Gata (2014) ... Mariano Martinez Negrete
- Cachito de cielo (2012) .... Fabio Montenegro
- Rafaela (2011) .... José María Baez
- Cuando me enamoro (2010) .... Agustín
- Alma de hierro (2008) .... Sebastián Hierro Jiménez
- S.O.S.: Sexo y otros Secretos (2007)
- Contra viento y marea (2005) .... Mateo Lizárraga
- Mujer de madera (2004) .... Rogelio Rebollar
- Velo de novia (2003).... Rafael Sosa/Ernesto Sosa
- Clase 406 (2002) .... Francisco Romero
- El Manantial (2001) .... Héctor Luna
- Atrévete a olvidarme (2001) .... El Gato
- Por un beso (2000) .... Agustín Aguilar
- Por tu amor (1999) .... David Parra
- El diario de Daniela (1998) .... Carlos
- Preciosa (1998) .... Robin
- Rencor apasionado (1998) .... Tony Mendiola
- Mi generación (1997) - Gracielo
- Tú y yo (1996) - Horacio
- Si Dios me quita la vida (1995) - Sonio
- Ángeles sin paraíso (1992) - Fabiolino
- El abuelo y yo (1992) .... Perico

### Programas
- Programa Hoy (2006-2007)

### Cinema
- El segundo aire (2001) .... Ricardo
- Bandidos (1991) .... Miguel

## Prêmios e nomeações

### Premios TVyNovelas
| Ano                     | Categoria               | Programa/Telenovela | Resultado |
| ----------------------- | ----------------------- | ------------------- | --------- |
| Prêmios TVyNovelas 2009 | Melhor ator coadjuvante | Alma de Hierro      | Ganhador  |
| Prêmios TVyNovelas 2007 | Melhor apresentador     | Programa Hoy        | Nomeado   |
| Prêmios TVyNovelas 2002 | Melhor ator coadjuvante | El Manantial        | Ganhador  |